# 諏訪中央病院
諏訪中央病院（すわちゅうおうびょういん）は長野県茅野市にある医療機関。正式名称は組合立諏訪中央病院。

## 概要
- 茅野市、諏訪市、原村の3自治体が構成する「諏訪中央病院組合」が運営する。
- 茅野市の小高い丘の上に立つこの病院はかつて院長であった今井澄、鎌田實らの活躍により全国区の知名度を持ち、日本各地から研修医が訪れるという。

## 病床数
病床数 - 362床
- 一般病床 317床（一般 266、緩和ケア 6、回復期リハビリテーション 45）
- 療養病床 45床（医療療養型 15、介護療養型 30）

## 診療科目

### 診療部
- 総合診療科
- 総合内科
- 消化器内科
- 循環器内科
- 腎臓内科
- 呼吸器内科
- 血液内科
- リウマチ・膠原病内科
- 甲状腺科
- 神経内科
- 腫瘍内科
- 緩和ケア科
- 小児科
- 外科
- 脳神経外科
- 整形外科
- 耳鼻咽喉科
- 眼科
- 泌尿器科
- 皮膚科
- 産婦人科
- 麻酔科
- 救急科
- 精神科
- リハビリテーション科
- 口腔外科
- 東洋医学科
- 放射線科
- 病理診療科

### センター部門
- 救急総合医療センター
- 在宅・地域ケアセンター

### 特殊外来部門
- 禁煙外来
- ワクチン・渡航外来
- フットケア外来

## 沿革
- 1950年（昭和25年）8月1日 - ちの町国保直営諏訪中央病院を開設。
- 1953年（昭和28年）8月 - 1町9ヶ村が運営する組合へ病院経営を移譲。
- 1958年（昭和33年）8月- 組合構成自治体の町村合併により茅野市、諏訪市、原村の2市1村が構成する組合立となる。
- 1975年（昭和50年）2月 - 救急告示病院認可。
- 1980年（昭和55年） - 今井澄が病院長となる。
- 1986年（昭和61年）4月1日 - 新病棟竣工に伴い現在地（長野県茅野市大字玉川字神之原4300番地）に移転。一般病棟を200床に増床。
- 1988年（昭和63年） - 鎌田實が病院長となる。
- 1990年（平成2年）4月 - 老人保健施設｢やすらぎの丘｣（50床）を開設。
- 1993年（平成5年）1月 - 分院としてリバーサイドホスピタル（105床）開院、4月、諏訪看護専門学校を開校。
- 1997年（平成9年）6月 - リバーサイドホスピタルの病床を諏訪中央病院に移し、無床の診療所リバーサイドクリニックに改称。
- 2000年（平成12年）3月 - 訪問看護ステーション｢いろは｣｢どれみ｣を開設。
- 2001年（平成13年）4月1日 - リバーサイドクリニックの経営を茅野市に移管。濱口實が病院長となる。
- 2002年（平成14年）4月 - 諏訪看護専門学校の3年課程への変更により諏訪中央病院看護専門学校に改称する。
- 2017年（平成29年）4月1日 - 吉澤徹が病院長となる。

## 交通
- JR東日本中央本線（中央東線）茅野駅下車、路線バスで約15分、タクシーで約10分。
  - 諏訪中央病院という名前から上諏訪駅が最寄り駅と思われがちだが上諏訪駅からだとタクシーで約30分は掛かる。
- 中央自動車道諏訪ICから約6km、約20分。
- ヘリポート有り、ドクターヘリでの遠方の患者の搬送可能。

## テレビ番組
- 日経スペシャル カンブリア宮殿 「ニッポンの医者よ、本当の医療を取り戻せ！」（2006年12月18日、テレビ東京）- 名誉院長 鎌田實出演[1]。